# جفرسون پرز
جفرسون لئوناردو پرز کوئزادا (انگلیسی: Jefferson Leonardo Pérez Quezada؛ زادهٔ ۱ ژوئیهٔ ۱۹۷۴) ورزشکار بازنشسته پیاده‌روی سرعت اهل اکوادور است. تخصص وی پیاده‌روی ۲۰ کیلومتر است که در آن دو مدال المپیک (تنها مدال‌های المپیک کشورش) را بدست آورده‌است.
وی با بدست‌آوردن مدال طلای المپیک ۱۹۹۶ به جوان‌ترین برنده مدال طلای تاریخ رقابت‌های پیاده‌روی سرعت ۲۰ کیلومتر تبدیل شد. در مسابقات قهرمانی جهان ۲۰۰۳ در پاریس از آنجایی که برای پیاده‌روی سرعت رکورد جهانی ثبت نمی‌گردد، با زمان ۱:۱۷:۲۱ عنوان بهترین عملکرد را برای ۲۰ کیلومتر بدست‌آورد. همچنین در مسابقات المپیک ۲۰۰۰ سیدنی و المپیک ۲۰۰۴ آتن در رشته پیاده‌روی ۲۰ کیلومتر به مقام چهارم رسید.

## رکوردهای شخصی
| رویداد          | نتیجه           | مکان              | تاریخ           |
| پیاده‌روی جاده‌ای | پیاده‌روی جاده‌ای | پیاده‌روی جاده‌ای   | پیاده‌روی جاده‌ای |
| --------------- | --------------- | ----------------- | --------------- |
| ۱۰ کیلومتر      | ۳۸:۲۴           | کراکوف            | ۸ ژوئن ۲۰۰۲     |
| ۲۰ کیلومتر      | ۱:۱۷:۲۱         | سن دنی، سن سن دنی | ۲۳ اوت ۲۰۰۳     |
| ۵۰ کیلومتر      | ۳:۵۳:۰۴         | آتن               | ۲۷ اوت ۲۰۰۴     |
| پیاده‌روی پیست   |                 |                   |                 |
| ۱۰٬۰۰۰ متر      | ۳۹:۵۰٫۷۳        | وینیپگ            | ۱۵ ژوئیه ۱۹۹۳   |
| ۲۰٬۰۰۰ متر      | ۱:۲۰:۵۴٫۹       | کالی              | ۵ ژوئیه ۲۰۰۸    |

## رقابت‌های بین‌المللی
| سال                    | مسابقه                                       | محل برگزاری                                | مقام                   | رویداد                 | توضیحات                |
| شرکت‌کنندهٔ کشور اکوادور | شرکت‌کنندهٔ کشور اکوادور                       | شرکت‌کنندهٔ کشور اکوادور                     | شرکت‌کنندهٔ کشور اکوادور | شرکت‌کنندهٔ کشور اکوادور | شرکت‌کنندهٔ کشور اکوادور |
| ---------------------- | -------------------------------------------- | ------------------------------------------ | ---------------------- | ---------------------- | ---------------------- |
| ۱۹۸۸                   | South American Youth Championships           | کوانکا، اکوادور                            | اول                    | ۵ کیلومتر              | 24:44.4 A              |
| ۱۹۸۹                   | South American Junior Championships          | مونته‌ویدئو، اروگوئه                        | اول                    | ۱۰٬۰۰۰ متر             | ۴۵:۰۳٫۷۱               |
| ۱۹۹۰                   | South American Junior Championships          | بوگوتا، کلمبیا                             | اول                    | ۱۰٬۰۰۰ متر             | 42:57.95 A             |
| ۱۹۹۰                   | World Junior Championships                   | پلوودیو، بلغارستان                         | سوم                    | ۱۰٬۰۰۰ متر             | ۴۰:۰۸٫۲۳               |
| ۱۹۹۰                   | South American Race Walking Cup (U20)        | گوایاکیل، اکوادور                          | اول                    | ۱۰ کیلومتر             | ۴۴:۳۱٫۹                |
| ۱۹۹۰                   | South American Youth Championships           | لیما، پرو                                  | اول                    | ۵ کیلومتر              | ۱۹:۴۹٫۵۴               |
| ۱۹۹۱                   | World Indoor Championships                   | سویا (شهر), اسپانیا                        | دهم                    | ۵۰۰۰ متر               | ۲۰:۲۰٫۰۵               |
| ۱۹۹۱                   | South American Junior Championships          | آسونسیون، پاراگوئه                         | اول                    | ۱۰٬۰۰۰ متر             | ۴۳:۱۰٫۱                |
| ۱۹۹۱                   | Pan American Junior Championships            | کینگستون، جامائیکا، جامائیکا               | دوم                    | ۱۰٬۰۰۰ متر             | ۴۴:۰۶٫۱۱               |
| ۱۹۹۱                   | South American Race Walking Cup (U20)        | بوگوتا، کلمبیا                             | اول                    | ۱۰ کیلومتر             | 42:48.6 A              |
| ۱۹۹۲                   | Ibero-American Championships                 | سویا (شهر), اسپانیا                        | سوم                    | ۲۰ کیلومتر             | 1:25:50.5 hrs          |
| ۱۹۹۲                   | دو و میدانی در بازی‌های المپیک تابستانی ۱۹۹۲  | بارسلون، اسپانیا                           | —                      | ۲۰ کیلومتر             | DNF                    |
| ۱۹۹۲                   | South American Junior Championships          | لیما، پرو                                  | اول                    | ۱۰٬۰۰۰ متر             | ۴۵:۳۱٫۲                |
| ۱۹۹۲                   | World Junior Championships                   | سئول، کره جنوبی                            | اول                    | ۱۰٬۰۰۰ متر             | ۴۰:۴۲٫۶۶               |
| ۱۹۹۲                   | South American Race Walking Cup (U20)        | سائو پائولو، برزیل                         | اول                    | ۱۰ کیلومتر             | ۴۵:۳۹                  |
| ۱۹۹۳                   | Bolivarian Games                             | کوچابامبا، بولیوی                          | اول                    | ۲۰ کیلومتر             | 1:26:19 hrs A          |
| ۱۹۹۳                   | South American Junior Championships          | Puerto La Cruz, ونزوئلا                    | اول                    | ۱۰٬۰۰۰ متر             | ۴۲:۲۴٫۲                |
| ۱۹۹۳                   | South American Championships                 | لیما، پرو                                  | اول                    | ۲۰ کیلومتر             | ۱:۲۴:۳۱                |
| ۱۹۹۳                   | Pan American Junior Championships            | وینیپگ، کانادا                             | اول                    | ۱۰٬۰۰۰ متر             | ۳۹:۵۰٫۷۳               |
| ۱۹۹۴                   | South American Race Walking Cup              | سوکره، بولیوی                              | اول                    | ۲۰ کیلومتر             | 1:30:04 A              |
| ۱۹۹۴                   | Pan American Race Walking Cup                | آتلانتا، ایالات متحده آمریکا               | سوم                    | ۲۰ کیلومتر             | ۱:۲۴:۳۴                |
| ۱۹۹۴                   | Ibero-American Championships                 | مار دل پلاتا، آرژانتین                     | پنجم                   | ۲۰ کیلومتر             | 1:26:08.2 hrs          |
| ۱۹۹۵                   | South American Race Walking Cup              | کوانکا، اکوادور                            | اول                    | ۲۰ کیلومتر             | 1:27:46 A              |
| ۱۹۹۵                   | Pan American Games                           | مار دل پلاتا، آرژانتین                     | اول                    | ۲۰ کیلومتر             | 1:22:53                |
| ۱۹۹۵                   | ۱۹۹۵ یوتبوری                                 | یوتبری، سوئد                               | سی و سوم               | ۲۰ کیلومتر             | ۱:۳۴:۲۰                |
| ۱۹۹۶                   | South American Race Walking Cup              | سائو پائولو، برزیل                         | اول                    | ۲۰ کیلومتر             | ۱:۲۵:۳۳                |
| ۱۹۹۶                   | دو و میدانی در بازی‌های المپیک تابستانی ۱۹۹۶  | آتلانتا، ایالات متحده آمریکا               | اول                    | ۲۰ کیلومتر             | 1:20:07                |
| ۱۹۹۷                   | South American Race Walking Cup              | بوگوتا، کلمبیا                             | اول                    | ۲۰ کیلومتر             | 1:26:19 A              |
| ۱۹۹۷                   | World Race Walking Cup                       | پودیبرادی، جمهوری چک                       | اول                    | ۲۰ کیلومتر             | ۱:۱۸:۲۴                |
| ۱۹۹۷                   | ۱۹۹۷ آتن                                     | آتن، یونان                                 | چهاردهم                | ۲۰ کیلومتر             | ۱:۲۴:۴۶                |
| ۱۹۹۷                   | Bolivarian Games                             | ارکیپا، پرو                                | اول                    | ۲۰ کیلومتر             | 1:27:54 hrs A          |
| ۱۹۹۸                   | South American Race Walking Cup              | بوگوتا، کلمبیا                             | اول                    | ۲۰ کیلومتر             | 1:22:53 A              |
| ۱۹۹۸                   | Pan American Race Walking Cup                | میامی، ایالات متحده آمریکا                 | —                      | ۵۰ کیلومتر             | DNF                    |
| ۱۹۹۸                   | Goodwill Games                               | یونیوندایل (نیویورک), ایالات متحده آمریکا  | سوم                    | ۲۰٬۰۰۰ متر             | ۱:۲۹:۱۸٫۴              |
| ۱۹۹۸                   | South American Games                         | کوانکا، اکوادور                            | اول                    | ۲۰ کیلومتر             | 1:23:11 A              |
| ۱۹۹۹                   | World Race Walking Cup                       | Mézidon-Canon, فرانسه                      | —                      | ۵۰ کیلومتر             | DNF                    |
| ۱۹۹۹                   | Pan American Games                           | وینیپگ، کانادا                             | سوم                    | ۲۰ کیلومتر             | 1:20:46                |
| ۱۹۹۹                   | ۱۹۹۹ سبیا                                    | سویا (شهر), اسپانیا                        | دوم                    | ۲۰ کیلومتر             | ۱:۲۴:۱۹                |
| ۲۰۰۰                   | South American Race Walking Cup              | لیما، پرو                                  | اول                    | ۲۰ کیلومتر             | ۱:۳۰:۵۰                |
| ۲۰۰۰                   | Pan American Race Walking Cup                | پوزا ریکا، وراکروز، مکزیک                  | سوم                    | ۲۰ کیلومتر             | ۱:۲۴٫۳۶                |
| ۲۰۰۰                   | دو و میدانی در بازی‌های المپیک تابستانی ۲۰۰۰  | سیدنی، استرالیا                            | چهارم                  | ۲۰ کیلومتر             | 1:20:18                |
| ۲۰۰۱                   | ۲۰۰۱ ادمونتون                                | ادمونتون، کانادا                           | هشتم                   | ۲۰ کیلومتر             | ۱:۲۲:۲۰                |
| ۲۰۰۱                   | Universiade                                  | پکن، جمهوری خلق چین                        | پنجم                   | ۲۰ کیلومتر             | 1:26:11                |
| ۲۰۰۱                   | Bolivarian Games                             | آمباتو، اکوادور، اکوادور                   | اول                    | ۲۰ کیلومتر             | 1:30:27 hrs A          |
| ۲۰۰۱                   | South American Race Walking Cup              | کوانکا، اکوادور                            | اول                    | ۲۰ کیلومتر             | 1:26:21 A              |
| ۲۰۰۱                   | Pan American Race Walking Cup                | کوانکا، اکوادور                            | دوم                    | ۲۰ کیلومتر             | 1:26:21 A              |
| ۲۰۰۱                   | South American Race Walking Cup              | کوانکا، اکوادور                            | اول                    | Team                   | 10 pts                 |
| ۲۰۰۱                   | Pan American Race Walking Cup                | کوانکا، اکوادور                            | دوم                    | Team                   | 21 pts                 |
| ۲۰۰۲                   | World Race Walking Cup                       | تورین، ایتالیا                             | اول                    | ۲۰ کیلومتر             | ۱:۲۱:۲۶                |
| ۲۰۰۲                   | World Race Walking Cup                       | تورین، ایتالیا                             | چهارم                  | Team                   | 61 pts                 |
| ۲۰۰۲                   | South American Race Walking Cup              | ساودرا (شیلی), شیلی                        | —                      | ۲۰ کیلومتر             | DNF                    |
| ۲۰۰۲                   | Ibero-American Championships                 | گواتمالاسیتی، گواتمالا                     | اول                    | ۲۰٬۰۰۰ متر             | 1:23:51 A              |
| ۲۰۰۳                   | Pan American Race Walking Cup                | چولا ویستا، کالیفرنیا، ایالات متحده آمریکا | اول                    | ۲۰ کیلومتر             | ۱:۲۳:۱۲                |
| ۲۰۰۳                   | Pan American Race Walking Cup                | چولا ویستا، کالیفرنیا، ایالات متحده آمریکا | دوم                    | Team                   | 13 pts                 |
| ۲۰۰۳                   | Pan American Games                           | سانتو دومینگو، جمهوری دومینیکن             | اول                    | ۲۰ کیلومتر             | 1:23:06                |
| ۲۰۰۳                   | ۲۰۰۳ سن-دنی                                  | سن دنی، سن سن دنی، فرانسه                  | اول                    | ۲۰ کیلومتر             | ۱:۱۷:۲۱                |
| ۲۰۰۴                   | World Race Walking Cup                       | ناومبورگ، آلمان                            | اول                    | ۲۰ کیلومتر             | ۱:۱۸:۴۲                |
| ۲۰۰۴                   | World Race Walking Cup                       | ناومبورگ، آلمان                            | دوم                    | Team                   | 35 pts                 |
| ۲۰۰۴                   | دو و میدانی در بازی‌های المپیک تابستانی ۲۰۰۴  | آتن، یونان                                 | چهارم                  | ۲۰ کیلومتر             | 1:20:38                |
| ۲۰۰۴                   | دو و میدانی در بازی‌های المپیک تابستانی ۲۰۰۴  | آتن، یونان                                 | دوازدهم                | ۵۰ کیلومتر             | 3:53:04                |
| ۲۰۰۵                   | South American Championships                 | کالی (شهر), کلمبیا                         | اول                    | ۲۰ کیلومتر             | 1:22:54 A              |
| ۲۰۰۵                   | ۲۰۰۵ هلسینکی                                 | هلسینکی، فنلاند                            | اول                    | ۲۰ کیلومتر             | ۱:۱۸:۳۵                |
| ۲۰۰۵                   | Bolivarian Games                             | آرمنیا (کیندیو), کلمبیا                    | دوم                    | ۲۰ کیلومتر             | 1:24:22 hrs A          |
| ۲۰۰۶                   | South American Race Walking Championships    | کوچابامبا، بولیوی                          | اول                    | ۲۰ کیلومتر             | 1:26:27 A              |
| ۲۰۰۶                   | South American Race Walking Championships    | کوچابامبا، بولیوی                          | دوم                    | Team                   | 12 pts                 |
| ۲۰۰۶                   | World Race Walking Cup                       | لاکرونیا، اسپانیا                          | دوم                    | ۲۰ کیلومتر             | ۱:۱۹:۰۸                |
| ۲۰۰۶                   | World Race Walking Cup                       | لاکرونیا، اسپانیا                          | هفتم                   | Team                   | 68 pts                 |
| ۲۰۰۷                   | Pan American Race Walking Cup                | Balneário Camboriú, برزیل                  | اول                    | ۲۰ کیلومتر             | ۱:۲۵:۰۸                |
| ۲۰۰۷                   | Pan American Games                           | ریو دو ژانیرو، برزیل                       | اول                    | ۲۰ کیلومتر             | 1:22.08                |
| ۲۰۰۷                   | ۲۰۰۷ اوساکا                                  | اوساکا، ژاپن                               | اول                    | ۲۰ کیلومتر             | ۱:۲۲:۲۰                |
| ۲۰۰۸                   | Central American and Caribbean Championships | کالی (شهر), کلمبیا                         | اول                    | ۲۰٬۰۰۰ متر             | 1:20:54.9 A            |
| ۲۰۰۸                   | دو و میدانی در بازی‌های المپیک تابستانی ۲۰۰۸  | پکن، جمهوری خلق چین                        | دوم                    | ۲۰ کیلومتر             | 1:19:15                |